# Naturalismo metafisico
Il naturalismo metafisico (chiamato anche naturalismo ontologico, naturalismo filosofico, materialismo scientifico e antisupernaturalismo) è una visione del mondo filosofica che sostiene che non ci sono nient'altro che elementi, principi e relazioni naturali del tipo studiato dalle scienze naturali. Il naturalismo metodologico è una base filosofica per la scienza, per la quale il naturalismo metafisico fornisce solo una possibile base ontologica. In generale, la corrispondente prospettiva teologica è il naturalismo religioso o il naturalismo spirituale. Più specificamente, il naturalismo metafisico rifiuta i concetti e le spiegazioni soprannaturali che fanno parte di molte religioni.
Il naturalismo metafisico rifiuta la personocrazia metafisica.